# Denkmal für im Nationalsozialismus verfolgte Homosexuelle in Lübeck
Koordinaten: 53° 51′ 42″ N, 10° 41′ 5,7″ O

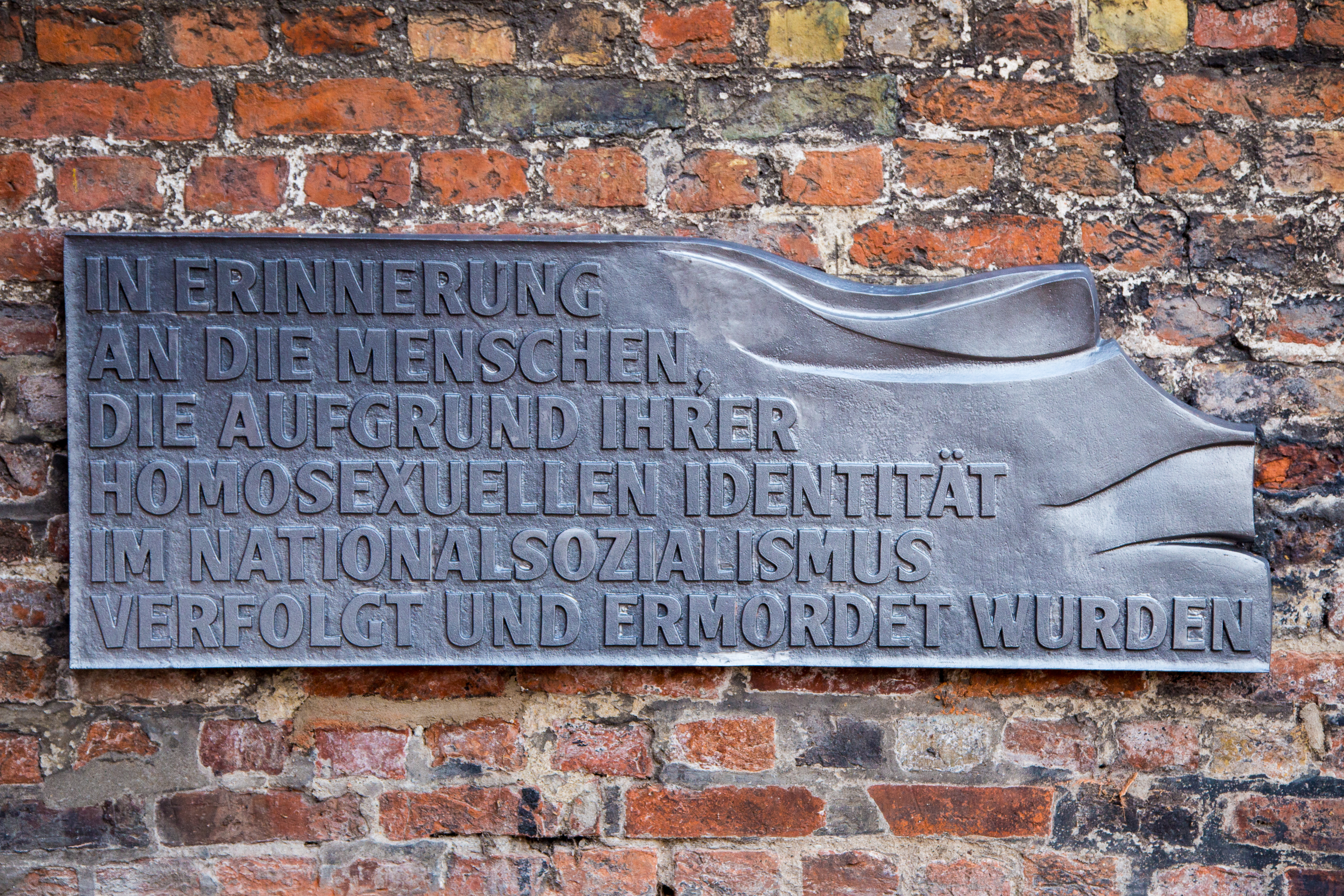
Denkmal für im Nationalsozialismus verfolgte Homosexuelle in Lübeck

Das Denkmal für im Nationalsozialismus verfolgte Homosexuelle ist eine Ergänzung zur zentralen Gedenkstätte für die Opfer der nationalsozialistischen Gewaltherrschaft an der Parade zwischen dem Zeughaus und dem Haus der Kulturen in Lübeck. Die gusseiserne Gedenktafel wurde am 23. Januar 2016 enthüllt und stammt vom Lübecker Künstler Erich Lethgau. Das Denkmal ist weltweit das 8. seiner Art in einem innerstädtischen Bereich nach z. B. Berlin, Köln, Frankfurt, Amsterdam oder Tel Aviv. Weitere Gedenktafeln befinden sich in KZ-Gedenkstätten z. B. Mauthausen, Neuengamme, Dachau oder Sachsenhausen.

## Historischer Hintergrund
Die Nationalsozialisten hielten Homosexualität für eine „widernatürliche Veranlagung“, für eine den sogenannten „Volkskörper“ schädigende „Seuche“, die „auszurotten“ sei. Schon kurz nach der Machtergreifung Hitlers wurden im März 1933 Lokale geschlossen, die von Lesben oder Schwulen besucht wurden. Die vollständige Infrastruktur der ersten deutschen Homosexuellenbewegung, Lokale, Vereine, Verlage sowie Zeitschriften, wurde aufgelöst, verboten, zerschlagen und zerstört. Im Herbst 1934 setzte die systematische Verfolgung homosexueller Männer ein. Über 100.000 wurden polizeilich erfasst, und rund die Hälfte wurde nach dem Strafrechtsparagraphen 175 verurteilt. Etwa 10.000 bis 15.000 schwule Männer wurden in Konzentrationslager verschleppt. Mehr als die Hälfte überlebten dies nicht.
Auch die schwulen Männer in der Hansestadt waren von Verfolgung betroffen. Der 1906 in Lübeck geborene Friedrich-Paul von Großheim beschreibt eine der größten Massenverhaftung von Homosexuellen in der Nazi-Zeit. So wurden am 23. Januar 1937 230 Männer, unter ihnen auch von Großheim, festgenommen und zunächst in das als Gestapo-Zentrale dienende ehemalige Zeughaus am Dom gebracht. Die Häftlinge wurden verhört und gefoltert, um sich gegenseitig zu denunzieren. Die Schicksale der Betroffenen verliefen in den kommenden Monaten unterschiedlich: Es wurden Anklagen wegen Verstoßes gegen §175 erhoben, es kam zu Gerichtsprozessen, Verurteilungen, zu Haftstrafen, einige Männer wurden ins KZ gebracht.
Hier steht eine genauere historische Aufarbeitung einzelner Schicksale noch aus.

## Geschichte des Denkmals

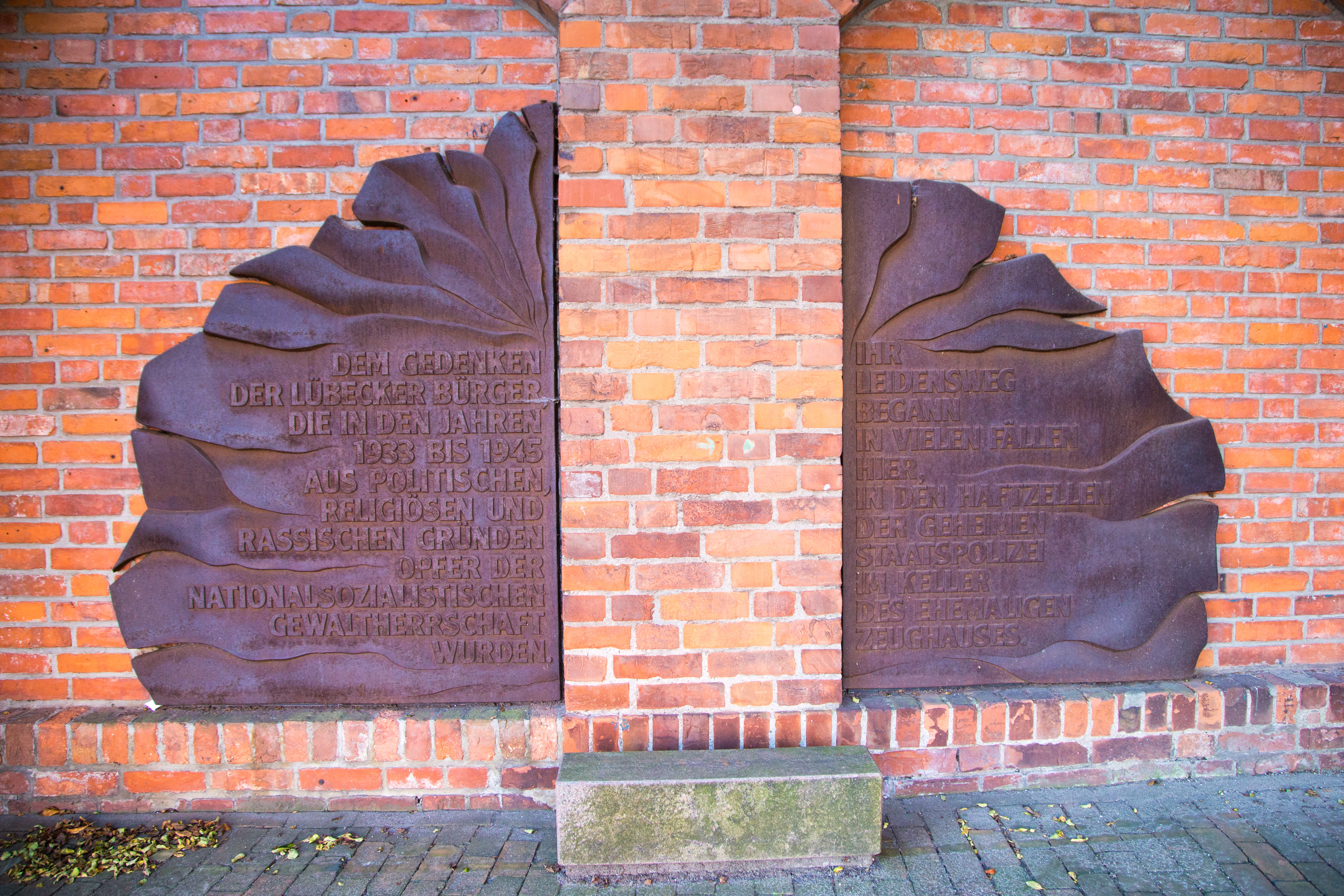
Gedenkstätte für die Opfer der Nationalsozialistischen Gewaltherrschaft Lübeck

Die Gedenkstätte für die Opfer der Nationalsozialistischen Gewaltherrschaft erinnert seit 1986 an Lübecker Bürger, die auf Grund von Politik, Religion oder Rasse Opfer der Nationalsozialisten wurden.
Die Inschrift lautet:

„Dem Gedenken der Lübecker Bürger, die in den Jahren 1933 bis 1945 aus politischen, religiösen und rassischen Gründen Opfer der Nationalsozialistischen Gewaltherrschaft wurden. Ihr Leidensweg begann in vielen Fällen hier, in den Haftzellen der Geheimen Staatspolizei im Keller des ehemaligen Zeughauses.“
Während die Erinnerung an die Deportation von Patienten der Heilanstalt Strecknitz und der Vorwerker Heime, an die hingerichteten Lübecker Geistlichen oder an die Opfer des Todesmarsches aus dem KZ Fürstengrube in den letzten Jahren im Stadtgebiet ergänzt wurden, sind die Menschen außer Acht geblieben, die aufgrund ihrer sexuellen Identität durch die Nazis verfolgt wurden.
Während der seit 2013 jährlich am 23. Januar stattfindenden und durch den Verein Lübecker CSD e.V. initiierten Kranzniederlegungen entstand der Wunsch, das Denkmal zu ergänzen und damit zukünftig auch den verfolgten Homosexuellen zu gedenken. Der Verein startete im September 2014 seine Initiative „Ein Denkmal, das nicht allen gedenkt“ und fand zügig Unterstützung durch Vertreter der Kommunalpolitik.
Am 10. November 2014 befasste sich der Ausschuss für Kultur und Denkmalpflege der Lübecker Bürgerschaft auf Antrag der Mitglieder von Bündnis 90/Die Grünen mit der Erweiterung der Gedenkstätte. Der Lübecker CSD e.V. erklärt sich bereit, sich an der Finanzierung zu beteiligen. Die Entscheidung wurde im Ausschuss vertagt und ein Formulierungs- und Prüfauftrag an die Verwaltung gerichtet.

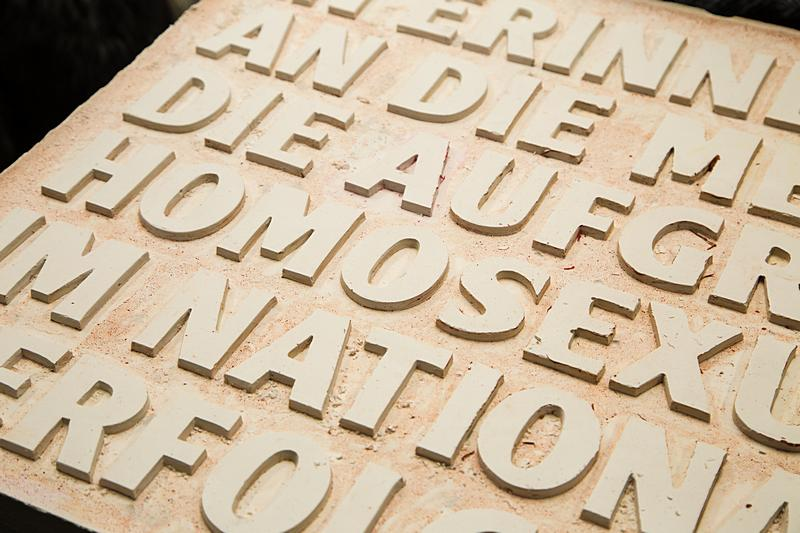
Gipsabdruck des Denkmals für im Nationalsozialismus verfolgte Homosexuelle in Lübeck

Am 9. März 2015 befasste sich der Ausschuss für Kultur und Denkmalpflege erneut mit dem Denkmal für im Nationalsozialismus verfolgte Homosexuelle in Lübeck. Erich Lethgau, der Künstler, der schon die bestehende Gedenkstätte für die Opfer des Nationalsozialismus erschaffen hat, bekam den Auftrag, die Erweiterung durch ein separates Denkmal herzustellen. Die Inschrift wurde diskutiert und festgelegt. Der Lübecker CSD e.V. sagte zu, einen Teil (4.000 €) der Finanzierung (12.000 €) über Spenden beizutragen.
Am 2. November 2015 gewährte der Künstler Erich Lethgau einen Einblick in seine Werkstatt, auf den Entwurf des Denkmals und die Typografie der Innenschrift. Die Arbeit am Gipsmodell begann.

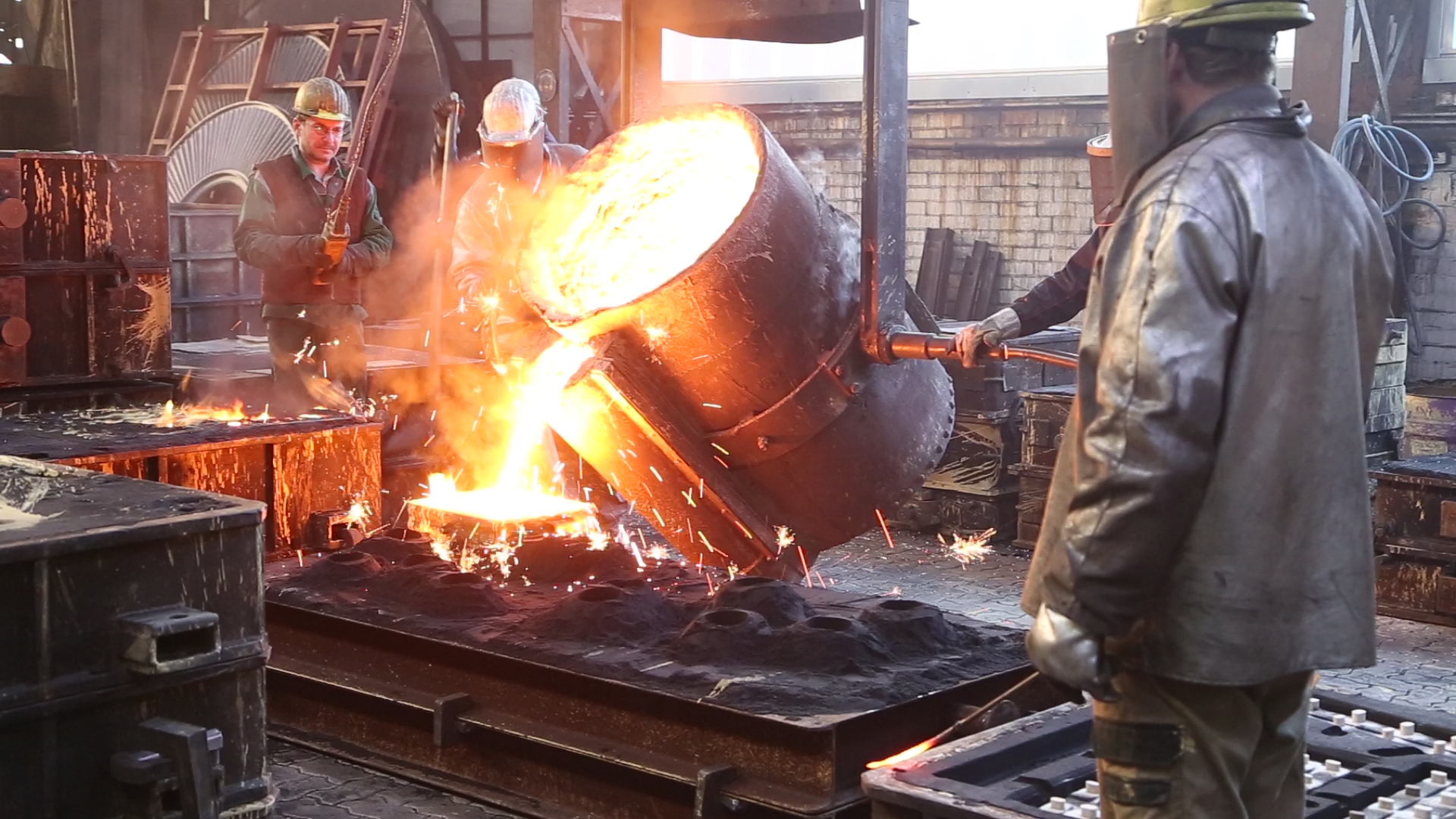
Guss des Denkmals für im Nationalsozialismus verfolgte Homosexuelle in Lübeck

Das Gipsmodell des Denkmals war am 21. Dezember 2015 fertig und wurde am 14. Januar 2016 in der Eisengießerei und Maschinenfabrik Gustav Buchholz GmbH in Vienenburg bei Goslar als Grauguss fertiggestellt.
Die Montage fand am 22. Januar 2016 einen Tag vor der Enthüllung am Zeughaus statt.
Die Entstehung des Denkmals wurde durch den Lübecker CSD e.V. foto- und videodokumentiert und in einem Denkmaltagebuch online zusammengefasst.

## Inschrift
„In Erinnerung

an die Menschen,

die aufgrund ihrer

homosexuellen Identität

im Nationalsozialismus

verfolgt und ermordet wurden“

## Standort
Das Denkmal wurde in die zentrale Gedenkstätte für die Opfer der nationalsozialistischen Gewaltherrschaft an der Parade zwischen dem Zeughaus und dem Haus der Kulturen integriert und ist im Winkel von 90 Grad zu den beiden bestehenden Gedenktafeln an der Wand des Zeughauses verankert.

## Künstler
Erich Lethgau, 1940 geboren in Danzig, studierte von 1962 bis 1965 in Hamburg an der Universität und der Hochschule für bildende Künste. Ab 1966 arbeitete er zunächst als Lehrer, bis er sich 1977 ganz der Kunst zuwandte und seitdem als freischaffender Künstler tätig ist. Bis 1970 arbeitete er auch mit dem Bildhauer Georg Weiland aus Reinfeld zusammen, ab 1971 bestand eine zeitweilige Arbeitsgemeinschaft mit dem Lübecker Künstler Gerhard Backschat. Das Gesamtwerk Erich Lethgaus umfasst Gemälde, Collagen, Siebdrucke, Plexiglasobjekte, Reliefs und zahlreiche bauverbundene Arbeiten. Er starb am 11. September 2020.

## Gestaltung
Die Gedenktafel ist aus grauem Gusseisen (Grauguss) gefertigt und 160 cm breit, 60 cm hoch und 4 cm dick.
Neben der Schrift passt sich auch die Form dem bestehenden Denkmal an. Wieder greift Erich Lethgau die Form des Durchbruchs auf. Die Schriftgröße entspricht 2/3 der Schriftgröße der beiden vorhandenen Tafeln. Die Innenschrift in Versalien verteilt sich linksbündig über 6 Zeilen.

## Enthüllung

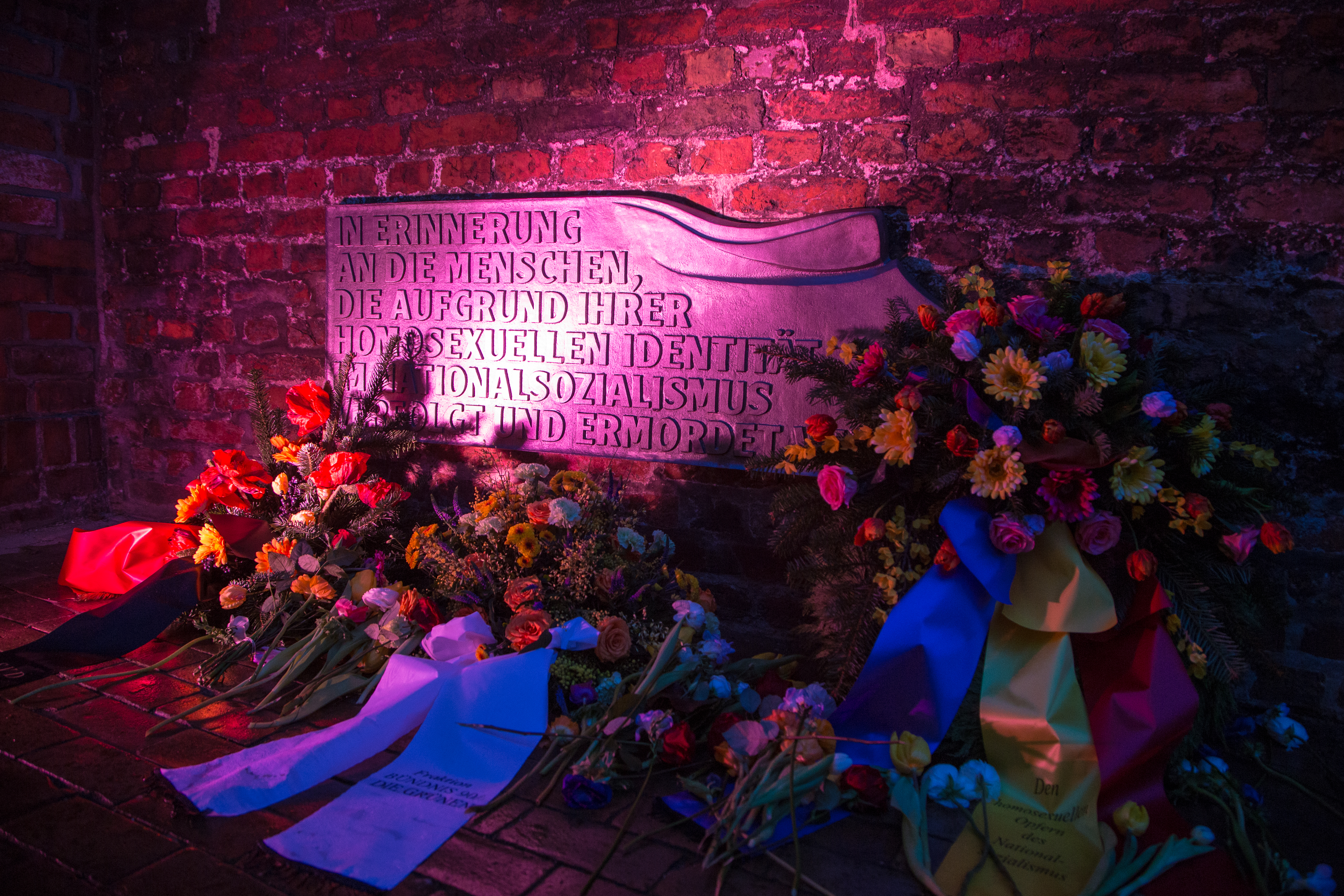
Einweihung des Denkmals für im Nationalsozialismus verfolgte Homosexuelle in Lübeck

Das Denkmal für im Nationalsozialismus verfolgte Homosexuelle in Lübeck wurde am 23. Januar 2016 enthüllt. Zur feierlichen Übergabe an die Öffentlichkeit trafen sich ca. 200 Vertreter aus Bundes-, Landes- und Kommunalpolitik sowie aus dem Ev.-Luth. Kirchenkreis Lübeck-Lauenburg, aus Vereinen und Organisationen sowie viele Unterstützer und Gäste.

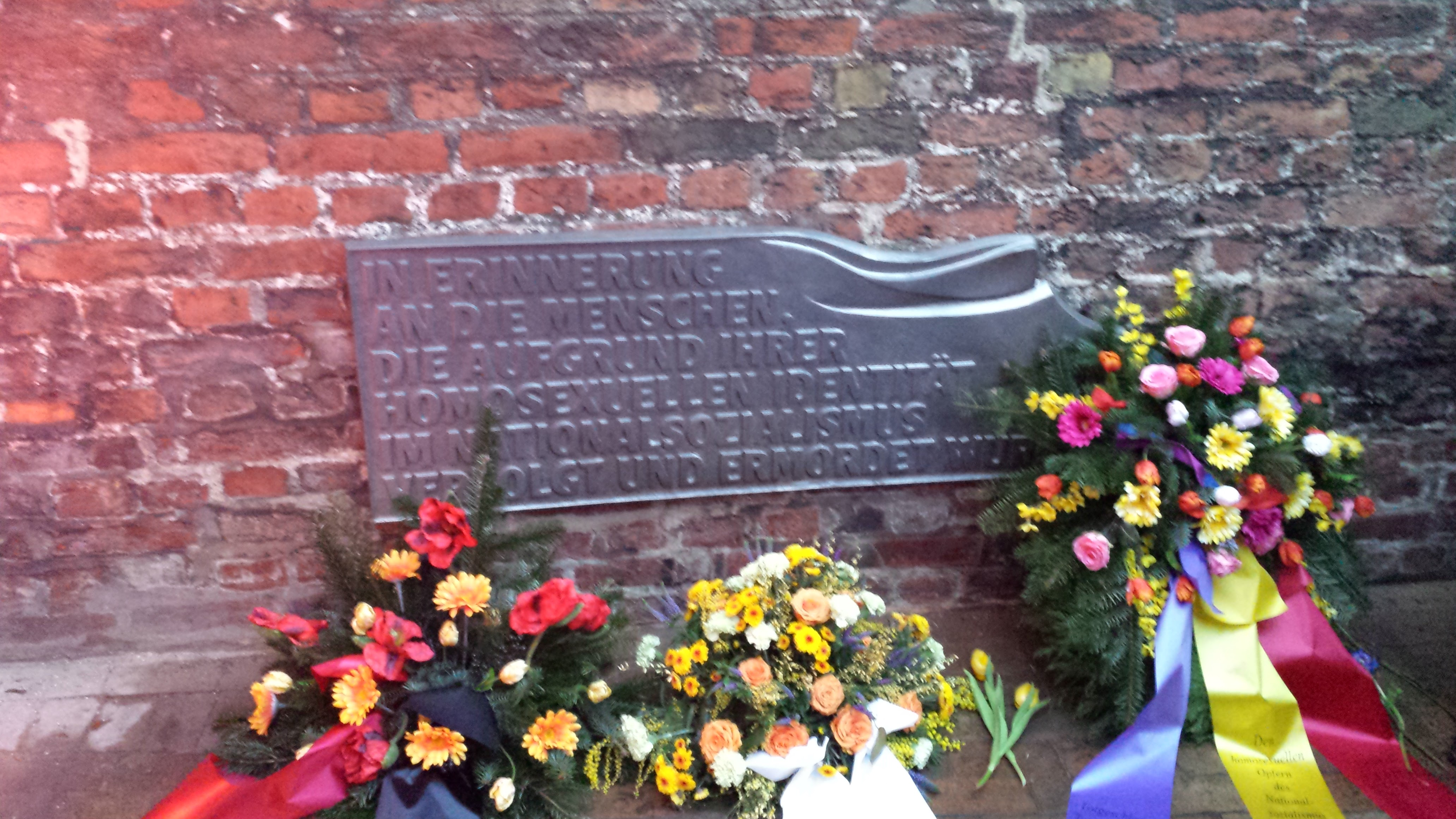
Mahnmal für die im Nationalismus verfolgen Homosexuellen (Lübeck)

Als musikalische Einleitung wurde der Song „Savior“ der israelischen Künstlerin Noa im Duett mit Peter Maffay gewählt, und dieser baute damit eine Brücke zur am 10. Januar 2014 in Tel Aviv, Israel, eingeweihten Gedenkstätte für die im Nationalsozialismus verfolgten Homosexuellen.
Redner:

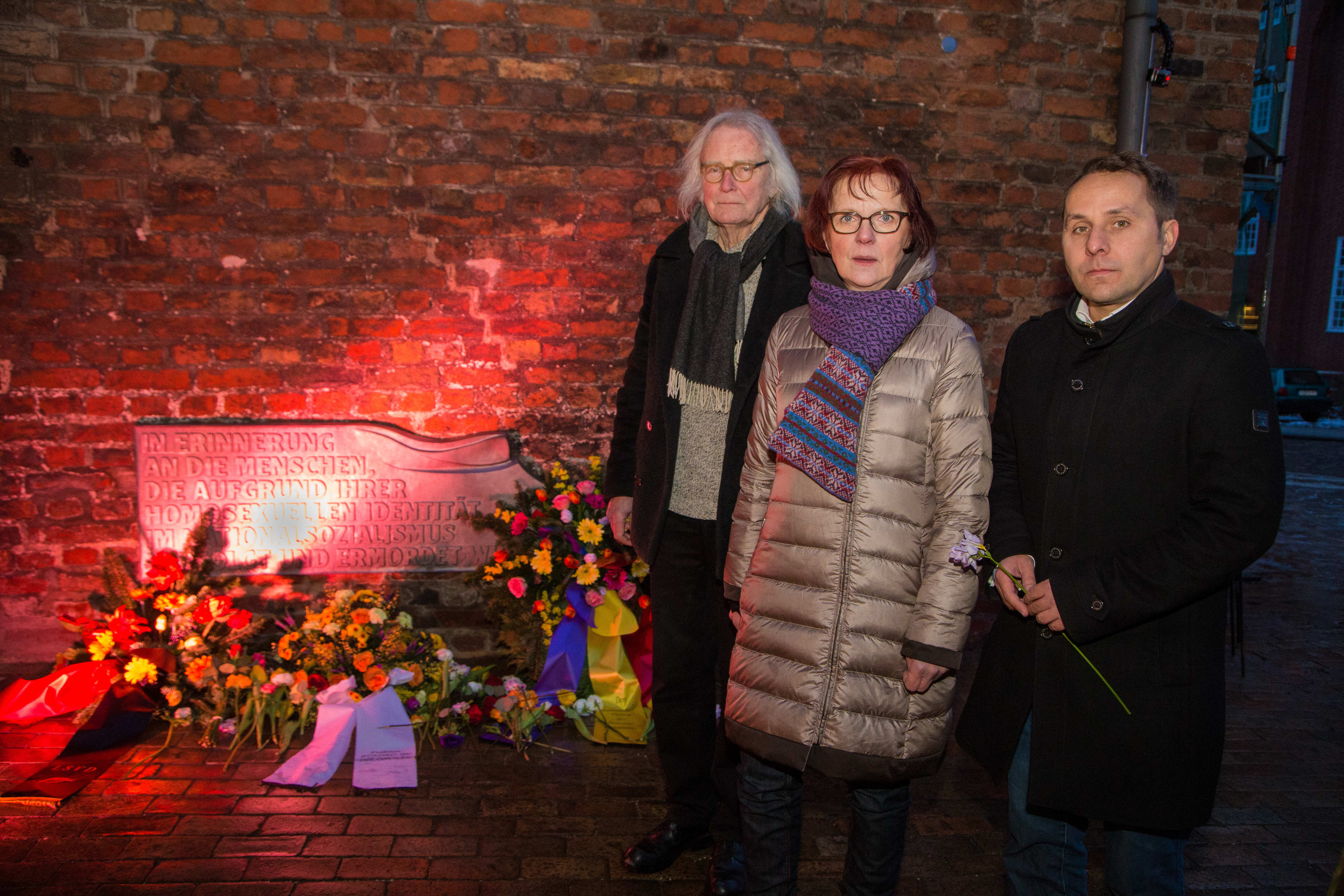
Einweihung des Denkmals für im Nationalsozialismus verfolgte Homosexuelle in Lübeck

- Stadtpräsidentin Gabriele Schopenhauer, Begrüßung
- Martin Sölle, CSG – Centrum Schwule Geschichte e.V., Köln
- Christian Till, Vorsitzender des Lübecker CSD e.V.

Im NDR Schleswig-Holstein Magazin desselben Tages gab es einen Filmbeitrag über die Enthüllung. Ebenso folgten Berichte in den verschiedenen Tageszeitungen und den Schwulen- und Lesbenmedien im Inland.